# Celui qu'on attendait
Pour plus de détails, voir Fiche technique et Distribution.
Celui qu'on attendait est une comédie dramatique franco-arménienne réalisée par Serge Avédikian, sortie en 2016.

## Synopsis
En se trompant de route, un homme se retrouve en Arménie contre sa volonté. Une partie des gens sur place le prennent pour leur sauveur, les autres pensent que cet individu ne va leur apporter que du malheur.

## Fiche technique
- Titre : Celui qu'on attendait
- Réalisation : Serge Avédikian
- Scénario : Serge Avédikian, Jean-François Dérec et Laurent Firode
- Musique : Gérard Torikian
- Montage : Alexandra Strauss
- Photographie : Boubkar Benzabat
- Production :
  - Coproduction : Frédéric Jouve et Philippe Delarue
  - Production déléguée : Frédéric Niedermayer
- Société de production : Moby Dick Films
  - Coproduction : Les Films Velvet, Futurikon Films et Framart
  - Association : Indéfilms 5
- Société de distribution : Les Acacias
- Pays de production :  France et  Arménie
- Durée : 90 minutes
- Genre : comédie dramatique
- Dates de sortie :
  - France : 8 juin 2016

## Distribution
- Patrick Chesnais : Bolzec
- Arsinée Khanjian : Tzarkanoush
- Robert Harutyunyan : Arsham
- Nikolay Avétisyan : Shirak
- Stephan Ghambaryan : Koryun

## Tournage
Le tournage a eu lieu à Khachik en Arménie.